# Сент Игнејшес (Монтана)
Сент Игнејшес (енгл. St. Ignatius) град је у америчкој савезној држави Монтана.

## Демографија
По попису из 2010. године број становника је 842, што је 54 (6,9%) становника више него 2000. године.
| Група             | 2000.       | 2010.       |
| Белци             | 403 (51,1%) | 403 (47,9%) |
| Афроамериканци    | 0 (0,0%)    | 2 (0,2%)    |
| Азијати           | 1 (0,1%)    | 0 (0,0%)    |
| Хиспаноамериканци | 33 (4,2%)   | 35 (4,2%)   |
| Укупно            | 788         | 842         |